# The Breeders
The Breeders — американская группа альтернативного рока, образованная в 1988 году в Бостоне, штат Массачусетс, Ким Дил и Таней Донелли, участницами Pixies и Throwing Muses соответственно, и с двумя этими коллективами имевшая значительные стилистические сходства. The Breeders, прошедшие через многочисленные перемены в составе, за тридцать лет выпустили 5 студийных альбомов. Самым коммерчески успешным из них был Last Splash (1993); отсюда вышел и единственный хит-сингл группы, «Cannonball» (#44 Billboard Hot 100, #2 US Modern Tracks).

## Дискография

### Студийные альбомы
- Pod (1990)
- Last Splash (1993)
- Title TK (2002)
- Mountain Battles (2008)
- All Nerve (2018)

### EPs
- Safari EP (1992)
- Head to Toe EP (1994)
- Fate to Fatal EP (2009)